# Natasha Lyonne
Natasha Bianca Lyonne Braunstein, född 4 april 1979 i New York, är en amerikansk skådespelare. 
Mellan 2013 och 2019 spelade hon rollen som Nicky Nichols i Netflix-serien Orange Is the New Black.

## Filmografi (urval)
- 1993 – Dennis
- 1996 – Alla säger I Love You
- 1998 – Krippendorf's Tribe
- 1998 – Slums of Beverly Hills
- 1999 – When Autumn Leaves
- 1999 – Rat Girl
- 1999 – American Pie
- 1999 – Detroit Rock City
- 1999 – Freeway II: Confessions of a Trickbaby (även produktion)
- 1999 – But I'm a Cheerleader
- 2000 – If These Walls Could Talk 2 (TV-film)
- 2001 – Plan B
- 2001 – Fast Sofa
- 2001 – Scary Movie 2
- 2001 – American Pie 2
- 2001 – The Grey Zone
- 2001 – Kate & Leopold
- 2002 – Comic Book Villains
- 2002 – Zigzag
- 2002 – Cleavage (TV-film)
- 2002 – Night at the Golden Eagle
- 2003 – Party Monster
- 2003 – Die Mommie Die
- 2004 – America Brown
- 2004 – Madhouse
- 2004 – Blade: Trinity
- 2005 – Robotar (röst)
- 2009 – Loving Leah
- 2012 – American Reunion
- 2013–2019 – Orange Is the New Black (TV-serie)
- 2019 – Ad Astra
- 2022 – Glass Onion: A Knives Out Mystery
- 2023 – His Three Daughters
- 2024 – Klara and the Sun